# Colan (Cornouailles)
 (septembre 2023).
Pour les articles homonymes, voir Colan.
Colan est une paroisse civile et un village des Cornouailles, en Angleterre.